# Diagramme de Schlegel
En géométrie, un diagramme de Schlegel est une projection d'un polytope de l'espace à d dimensions {\displaystyle R^{d}} dans l'espace à d-1 dimensions {\displaystyle R^{d-1}} par un point donné à travers une de ses faces. Il en résulte une division du polytope d'origine dans {\displaystyle R^{d-1}} qui lui est combinatoirement équivalente.
Au début du XXe siècle, les diagrammes de Schlegel s'avérèrent être des outils étonnamment pratiques pour l'étude des propriétés topologiques et combinatoires des polytopes. En dimension 3, un diagramme de Schlegel consiste en la projection d'un polyèdre sur une figure plane divisée en zones à l'intérieur (représentant les faces du polyèdre d'origine), et en dimension 4, il consiste en une projection d'un polychore dans un polyèdre divisé à l'intérieur en compartiments (représentant les cellules du polychore d'origine). Ainsi les diagrammes de Schlegel sont couramment employés dans le but de visualiser des objets quadridimensionnels.
C'est le mathématicien allemand Victor Schlegel (1843–1905) qui en a eu l'idée.

## Construction
Un diagramme de Schlegel ne respecte pas les longueurs du polytope d'origine mais conserve son architecture générale : nombre d'arêtes se rejoignant à un même sommet, nombre de faces se rejoignant à un même sommet, nombre de côtés des faces.
Un diagramme de Schlegel peut être construit de deux manières :
- Comme une vue en perspective à partir d'un point externe du polytope, au-dessus du centre d'une de ses faces. Tous les sommets et toutes les arêtes du polytope sont alors projetées sur l'hyperplan de cette face.

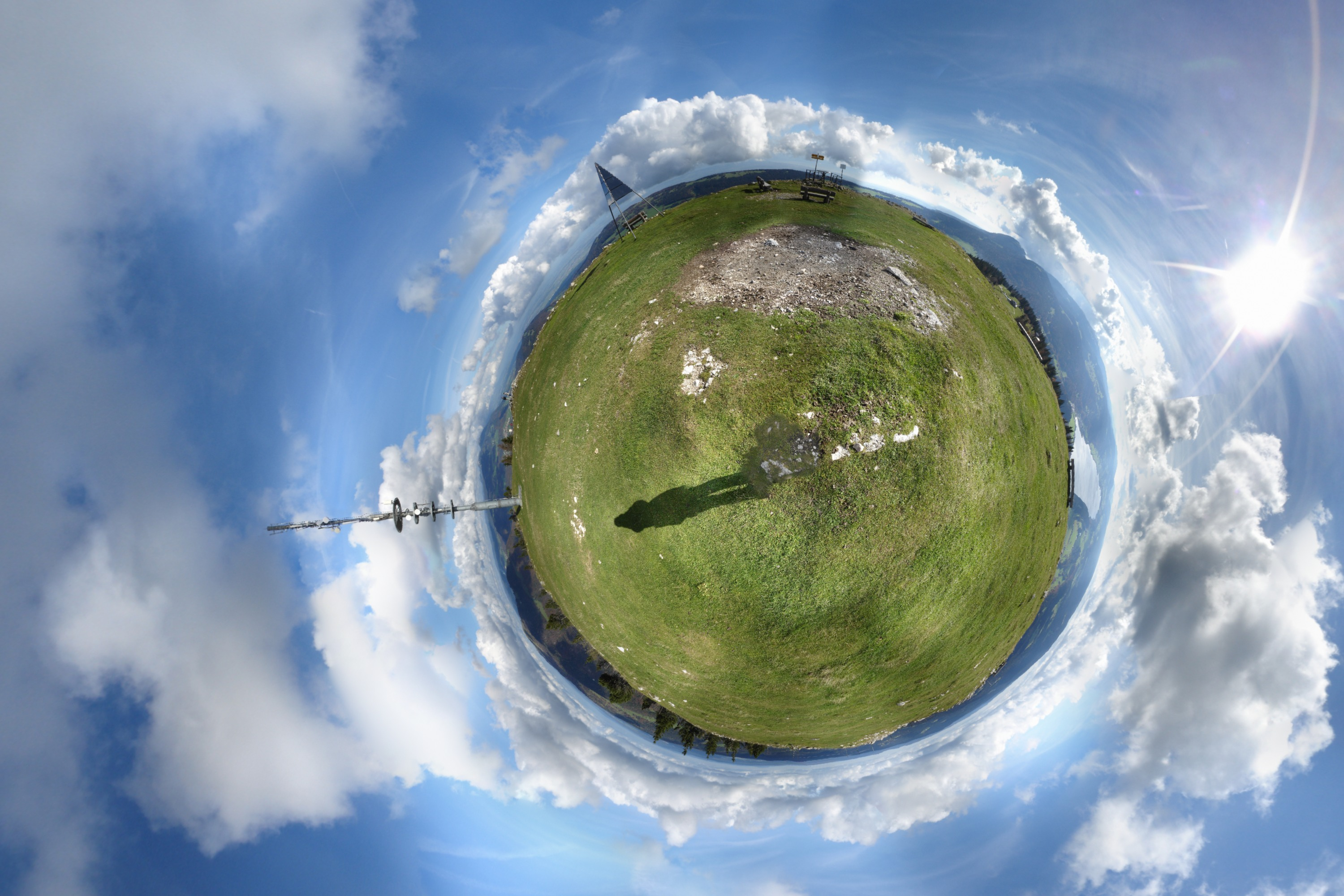
Projection stéréographique

- Projection stéréographique Si le polytope est convexe, en le projetant d'abord sur une hypersphère de même centre, puis en la projetant stéréographiquement sur un hyperplan (cela revient à retirer une face à la projection sur l'hypersphère et "écarter" par le trou ainsi formé le reste de la projection sphérique jusqu'à l'aplatir sur l'hyperplan). Cette méthode donne à tous les coups un diagramme de Schlegel parfait, c'est-à-dire qu'il n'y aura pas de "fausses" intersections d'arêtes sur le diagramme (étant comme une ombre, il est possible que deux ombres d'arêtes se croisent alors que les arêtes sont juste l'une en face de l'autre sans se croiser dans la réalité sur le polytope d'origine).

## Exemples de diagrammes de Schlegel
Un diagramme de Schlegel n'a pas d'intérêt réel pour les polytopes de dimension inférieure ou égale à 2. La projection d'un polygone sur une droite donne un segment, et celui d'un segment sur un point donne un point.

### Les polyèdres
Le diagramme de Schlegel d'un polyèdre peut être considéré comme l'ombre du squelette du polyèdre sur le sol (mais souvent déformée et écartée pour distinguer nettement toute sa structure).
| Nom du polyèdre         | tétraèdre | cube | Octaèdre | Dodécaèdre | Icosaèdre |
| Image                   |           |      |          |            |           |
| Diagramme correspondant |           |      |          |            |           |

La zone jaune externe représente la face retirée durant la projection stéréographique, il ne faut pas l'omettre. Cette zone touche bien le même nombre de sommets et d'arêtes que l'ancienne face qu'elle représente.

Pour les polyèdres montrés ci-dessus, les faces étant toutes identiques, le diagramme de chacun sera toujours le même. Cependant, pour un solide dont les faces sont différentes, comme un solide d'Archimède par exemple, le diagramme pourra avoir plusieurs représentants selon la face utilisée lors de la projection stéréographique. Bien que présentés différemment, ces diagrammes sont malgré tout équivalents. L'icosidodécaèdre tronqué (solide d'Archimède) illustre très bien ce fait en raison de ses trois types de faces :
| Projeté stéréographiquement par une face carrée | Projeté stéréographiquement par une face hexagonale | Projeté stéréographiquement par une face décagonale |
|                                                 |                                                     |                                                     |

Pour les pyramides, le diagramme de Schlegel correspondant est le polygone de la base, mais avec les sommets reliés à son centre par des segments.

### Les polychores
Le diagramme de Schlegel d'un polychore est un polyèdre divisé en plusieurs compartiments.
| Nom du polychore        | Pentachore (hypertétraèdre) | Tesseract (hypercube) | Hexadécachore (hyperoctaèdre) | Icositétrachore | Hecatonicosachore (hyperdodécaèdre) | Hexacosichore (hypericosaèdre) |
| Image                   |                             |                       |                               |                 |                                     |                                |
| Projeté dans un         | Tétraèdre                   | Cube                  | Tétraèdre                     | Octaèdre        | Dodécaèdre                          | Icosaèdre                      |
| Diagramme correspondant |                             |                       |                               |                 |                                     |                                |